# Lycosa caenosa
Lycosa caenosa este o specie de păianjeni din genul Lycosa, familia Lycosidae, descrisă de Rainbow, 1899. Conform Catalogue of Life specia Lycosa caenosa nu are subspecii cunoscute.